# Platte vliesvaren
De platte vliesvaren of Engelse vliesvaren (Hymenophyllum tunbrigense) is een varen uit de vliesvarenfamilie (Hymenophyllaceae). Het is een kleine, vochtminnende varen die in matten op de rotsen groeit.
Het is een wereldwijd verspreide maar zeldzame soort die ook in Europa en ooit in de Belgische Ardennen te vinden was.

## Naamgeving enetymologie
- Synoniemen: Trichomanes tunbrigense L. (1753)
- Duits: Englischer Hautfarn
- Engels: Tunbridge filmy fern
- Frans: Hyménophylle de Tunbridge

De botanische naam Hymenophyllum is een samenstelling van Oudgrieks ὑμήν, humēn (vlies) en φύλλον. phullon (blad). De soortaanduiding tunbrigense is afgeleid van Tunbridge Wells, de plaats in het Engelse graafschap Kent waar de plant het eerst gevonden werd. 

## Kenmerken

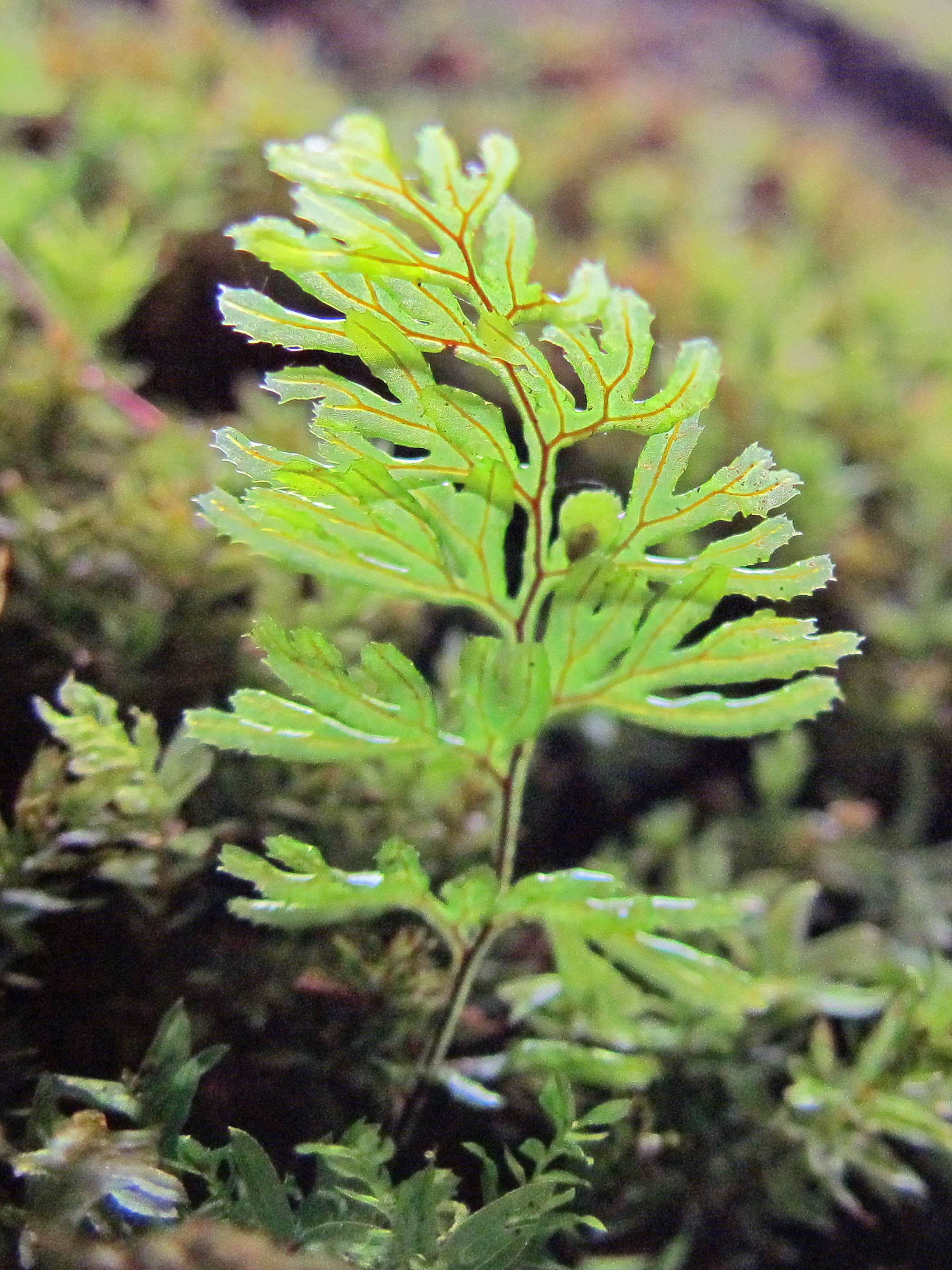
Detail van een blad

De platte vliesvaren heeft maximaal 10 cm lange, vlakke, twee- tot drievoudig gaffelvormig vertakte bladen. De bladen zijn slechts één cellaag dik, aanvankelijk lichtgroen, later donkergroen tot bruin, bijna transparant en zonder huidmondjes. De deelblaadjes zijn lijnvormig, met fijn getande bladranden en één centrale nerf die duidelijk zichtbaar is, en alle in één vlak liggend, in tegenstelling tot Wilson's vliesvaren. De bladen ontspringen uit draadvormige, vertakte, kruipende rizomen.
Per blad zijn er vijf tot tien sporenhoopjes, één per deelblaadje, op de bladrand liggend. Jonge sporenhoopjes zijn groen, oudere donkerbruin tot zwart. Ze dragen tweekleppige, halfronde of driehoekige dekvliesjes die getande randen hebben.

## Habitat
De platte vliesvaren is een lithofytische plant die vaak in kolonies groeit op beschaduwde, verticale, silicaatrijke rotsen, dikwijls in ravijnen vlakbij watervallen. De plant vormt dichte matten, waarbij de bladen tegen het substraat zijn aangedrukt, en komt dikwijls samen voor met mossen. Zelden op bemoste bomen of op venige bodem.

## Voorkomen
De varen kent een wereldwijde verspreiding, voornamelijk in gematigde, subtropisch en tropische streken. Hij is inheems in Europa, Azië, Noord-, Midden- en Zuid-Amerika. Er zijn belangrijke populaties op de eilanden van Macaronesië (Canarische Eilanden, Madeira en de Azoren).
Kleinere en zeer lokale relictpopulaties van de plant zijn te vinden in het Luxemburg, in de Franse Vogezen, in het westen en noorden van Groot-Brittannië en in Ierland. In de eerste helft van de twintigste eeuw was er ook een vindplaats nabij La Roche-en-Ardenne in de Belgische Ardennen.
De meest bekende hiervan is de vindplaats in het Mullerthal in Luxemburg. De varen werd daar voor het eerst gevonden in de bossen rond Beaufort in 1823, door de Belgische botanicus Barthélemy Dumortier. De vondst bleef vrijwel onopgemerkt, tot in 1873 de soort ook in de vallei van de Roitzbach nabij Berdorf werd aangetroffen en daarna op meerdere plaatsen in de buurt. De soort vindt daar een ideale habitat in de diepe, donkere en vochtige rotsspleten (diaklazen) in de zandsteenrotsen.

## Bedreigingen en bescherming
De belangrijkste bedreigingen voor deze kwetsbare soort zijn onoordeelkundig bosbeheer (de soort is gevoelig voor direct zonlicht en droogt snel uit), recreatie en dan vooral de klimsport, en het verzamelen door varenkwekers. De meeste vindplaatsen en populaties in Luxemburg zijn ondertussen verdwenen, en de resterende populaties zijn geconcentreerd in slechts enkele rotsspleten. Door deze af te sluiten voor het publiek en het klimmen in de buurt aan banden te leggen, probeert de overheid het tij te doen keren, wat de laatste jaren positieve gevolgen heeft.
...  · 
H. maderense · 
H. tunbrigense (Platte vliesvaren) · 
H. wilsonii (Wilsons vliesvaren) · 
...
Abrodictyum · Callistopteris · Cephalomanes · Crepidomanes · Didymoglossum · Hymenophyllum · Polyphlebium · Trichomanes · Vandenboschia